# Arthopyrenia plumbaria
Arthopyrenia plumbaria är en lavart som först beskrevs av Stizenb., och fick sitt nu gällande namn av R. C. Harris. Arthopyrenia plumbaria ingår i släktet Arthopyrenia och familjen Arthopyreniaceae.   Inga underarter finns listade i Catalogue of Life.